# Sindrome di Sotos
La  sindrome di Sotos  è una condizione di origine genetica che provoca una ipercrescita fisica nei primi anni di vita, in particolare con aumento dell'età ossea nei primi tre anni. I bambini con la sindrome di Sotos in genere sono più alti, più pesanti e hanno una testa più grande della maggior parte dei loro coetanei (a causa della dimensione della testa spesso la sindrome di Sotos viene chiamata gigantismo cerebrale).

## Epidemiologia
L'epidemiologia è tuttora oggetto di studi, evidenziando a seconda degli stessi un'incidenza compresa fra 1:10 000/1:50 000, varia molto perché le manifestazioni sono molteplici e non sempre chiare.

## Sintomatologia
I principali sintomi e segni clinici sono i seguenti:
Presenti nell'80% - 100% dei casi: cranio ampio; dolicocefalia (cranio alto e stretto); fronte sporgente, attacco dei capelli arretrato; ipertelorismo (occhi distanti tra loro); palato ogivale e cavità orale stretta; elevata lunghezza e peso alla nascita; crescita eccessiva nell'infanzia; mani e piedi grandi; basso tono muscolare; ritardo nello sviluppo generale; ritardo nello sviluppo del linguaggio. Frequenti anche la fuoruscita precoce dei denti, lo smalto dentale sottile, la scarsa abilità motoria fine, le rime palpebrali oblique verso il basso negli angoli esterni, la difficoltà di apprendimento, le infezioni delle alte vie respiratorie, certi disturbi comportamentali (ansia, fobie, insonnia, irritabilità, stereotipi), i piedi piatti, l'apnea.
Altri sintomi si osservano con minore frequenza (es. difetti cardiaci, intolleranza al glucosio, ecc.)

## Eziologia
La causa è genetica, nel 2002 studiosi giapponesi hanno scoperto la responsabilità del gene NSD1, mappato in 5q35.

## Esami
Radiografia, da cui si può osservare il gigantismo delle ossa.

## Terapie
Il trattamento non cura la sindrome ma può limitarne i sintomi, con il passare degli anni; in età adolescenziale le anomalie connesse tendono a normalizzarsi, o comunque a ridursi.